# 源満季
源 満季（みなもと の みつすえ）は、平安時代中期の武将。清和源氏の初代・源経基の三男。満仲・満政の同母弟。兄満仲・満政らと同様に、武力をもって朝廷・上級貴族に仕えた「武勇輩」であった。

## 略歴
安和2年（969年）に起きた藤原北家による他氏排斥事件「安和の変」の際、兄・満仲の政敵であった藤原北家魚名流後裔藤原千晴・久頼父子を検非違使として捕縛し投獄した。この事件では左大臣源高明が失脚したが、満仲兄弟は高明の一派であったのを、これを裏切り密告したとの噂がある。天禄2年（972年）五位叙爵、検非違使（『官職秘抄』下検非違使 「群書類従」第5 - 公事部）。天禄3年（973年）右衛門少尉（『親信卿記』天延元年4月23日条）。数々の役職を歴任し莫大な富を得た満仲は他の武士からの嫉妬を受けたらしく、天延元年（973年）には武装した集団に自邸を襲撃、放火されるという事件が起きている。同年満仲邸放火事件の嫌疑人を満季が捕らえた。
『御堂関白記』寛弘2年（1005年）7月6日条にある甥源頼光の言から左京北辺に邸宅を所有していたことや、「故満季」とあり、この時期には既に卒去していたことなどが推察されている。
清和源氏満季流の子孫は、近江国を軸としてさらに越前国・三河国など各地へ国司職を得て進出、土着し武士団として発展していった。鎌倉・室町幕府に対して、常に一定の距離を置いていたことがこの家系の特徴である。又、満季流は、殆どこの一族だけに限られる。

## 系図
```
 
源経基
（清和源氏祖）
　┃
 
満季
（経基三男）
　┣━━━┓　　　　
 
致公
　　
満頼
（満季実子・祖父経基に養子入り・美濃多田氏説）
　┃
 
致任
　
　┣━━━━━━━━┓
 
定俊
　　　　　　　
憲尊

　┣━━━┳━━━━┳━━━━━━━━┳━━━━┳━━━━┳━━━┓
 
成貞
　　
成實
　　
為経（高屋三郎）
　
季信
　　　
忠政
　　　
忠尊
　　
兼源

　　　　　┃       ┣━━━━━┓　　 ┣━━┓　　　　　　　　　　
 　　　　尊知      
為貞
（二郎）
光頼
　
忠満
　
高行

　　　　　         ┃　　　　　┃　　 ┃　　┃
　　　　           
為房
（三郎）
　　　　　         ┣━━━━━┓
 　　　　　　　　　
実遠
（次郎）
行房

                   ┣━━━┳━━━━━━┓
 　　　　　　　　
小原氏
　
高屋定遠
（四郎）
小椋氏
（
小倉氏
）
                   ┃　　　┃　　　　　　┃
　　　　　　　　　        
重綱

　　　　　　　　　　       ┃
```

高屋氏　平井氏 小椋氏（小倉氏）  栗田氏　山田氏　御園氏　林氏　林田氏　岸下氏　村田氏　米井氏　森氏　倉地氏　和南氏
　奥氏　柳氏　河曲氏　牛田氏　高安氏　梶田氏 　他

## 庶家
源満頼（祖父経基へ養子入り・末裔美濃多田氏との説）
美濃多田氏
- 多田左衛門尉光雲
  - 多田常昌（武田信昌直臣）
  - 多田満頼（常昌長子・通称昌澄、三八郎・甲斐武田家重臣・知行3千貫・原虎胤、山本勘助らと並び「武田の五名臣」といわれる）
    - 多田三八郎昌治（満頼長子）
      - 多田新蔵昌勝（昌治長子・武田家重臣・長篠の戦いにて信長に討たれた）
      - 多田久蔵昌綱（昌治次男・武田家重臣・天目山の戦いにて死亡）

    - 多田八右衛門昌頼
    - 多田治部右衛門昌俊（足軽大将・武田氏譜代国衆）
      - 多田角助昌繁（昌俊長子・天目山の戦いにて死亡）

以降徳川氏に仕える。
高屋（たかや）氏（近江国高屋荘発祥）
- 高屋為経（源為経・検非違使・高屋氏初代）
  - 高屋為貞（為経長男）
  - 高屋為房（為貞長男）
  - 高屋実遠（為房長男）
    - 小原親実（実遠長男）
      - 小原隆言（安芸守・中務丞・大嶺城主。大内氏奉行人・大内水軍侍大将、後に毛利氏家臣。白井房胤らと共に活躍した）
        - 小原左近
        - 小原半左衛門元忠

    - 高屋定遠（実遠次男・平井氏へ）
    - 小椋景実（実遠三男・小椋氏へ）
    - 高屋景遠（実遠四男・九条院判官代）
      - 景遠庶子
        - 高屋氏
        - 小椋氏
        - 柳氏
        - 米井氏
        - 森氏
        - 奥氏
        - 樋口氏
        - 河曲氏
        - 和田氏
          - 甲斐高屋氏（甲斐武田氏家臣）
            - 高屋吉次（武田信玄家臣）
            - 高屋吉永（吉次長男、信玄・武田勝頼家臣）
            - 高屋吉久（吉久長男、武田勝頼家臣）
            - 樋口氏（高屋氏流・甲斐武田氏家臣）

　　　　　　　　　　以降武田家高屋氏は徳川幕府へ仕える。

小倉（小椋・おぐら）氏（近江国愛知郡小椋庄発祥）
- 小倉景実（近江小倉氏初代）

- 小倉実澄（応仁の乱時、京極氏につく。横川景三をむかえ、永源寺に識廬庵を設けた。）

- 青山氏（青山城主・小倉一族）
  - 青山左近衛門実貞（六角氏家臣）
  - 青山左近亮勝重　（六角氏家臣）
  - 青山内膳信兼　　（六角氏家臣）
  - 青山三衛門　　　（足利義輝家臣・永禄の変にて死亡）
  - 青山虎丸　　　　（織田信長家臣・本能寺の変にて死亡）

平井（ひらい）氏（近江国愛知郡平井荘発祥）
- 平井重綱（高屋定綱の子・平井氏初代）
- 平井景綱（重綱長男・承明門院判官代）
  - 平井氏
    - 平井九郎（太平記より）

  - 栗田氏
  - 小椋氏
- 山田実賢（重綱次男・大炊助）
  - 和南氏
  - 山田氏
  - 梅林氏
  - 山上氏
  - 大町氏
- 小椋考綱（重綱三男）
  - 小椋氏
  - 高岸氏

- 御園範広（重綱四男）
  - 岸下氏
  - 林田氏　
  - 石搭氏

久田（ひさだ）氏（御園氏流岸下氏末裔・近江国蒲生郡久田村発祥）
- 久田実房（久田氏初代・近江源氏佐々木氏家臣・千利休の義弟）
- 久田房政（茶道久田流初代・実房の子・別名宗栄・母は千利休の妹）
- 以後茶道久田流現代まで代々続く

林田（はやしだ）氏（御園氏流・播磨国揖保郡林田郷発祥）
- 林田泰範（御園範広次男・林田氏初代・肥後守・従五位下）
- 林田宗泰（泰範長男）
- 林田長泰（泰範次男）
- 林田泰國（宗泰長男）

各諸国林田氏
- 肥前林田氏（鎌倉時代前期の建保年間（1213年－1219年）に
藤原経澄、もしくは平朝澄が肥前国高来郡に地頭職を領し入国、林田氏随従）
  - 林田隠岐守（南北朝時代・肥前国にて南朝に属す）
  - 有馬家林田氏（有馬氏四天王）
    - 有馬晴純直臣・林田左馬助（享禄期・後藤氏との合戦先鋒の将）
    - 有馬直純直臣・林田氏 島原ノ乱幕府軍林田氏）
- 肥後林田氏
  - 林田駿河守公康（菊池政隆家臣）
  - 細川氏家臣林田氏
- 三河・武蔵林田氏
  - 林田忠左衛門～松平・徳川家直臣・満季流末裔「寛政重修諸家譜」より

栗原（くりはら）氏
- 栗原左衛門熊王丸（満季末子説・母方を相続）
  - 栗原式部頼道（左衛門次男・永承五年中納言藤原道常が常陸国司に任ぜられ随従）
    - 栗原太郎信勝（保元一年七月保元の乱時、勲功として常陸国三郡を拜領）
      - 栗原信家（信勝長子）
      - 野中瀬信治（信勝次男・刈間）
      - 平井信平（信勝三男・谷田部）
      - 坂井信国（信勝四男・坂井）
      - 沼尻信秀（信勝五男・強清水）
      - 山口信政（信勝六男・山口）
      - 荒井（新井）信厚（信勝七男・小野崎・御城主）
        - 荒井照信（小田氏治直臣）

      - 野口信光（信勝八男・久野）
      - 栗林信吉（信勝九男・若栗）

岡見（おかみ）氏
- 岡見信通（栗原信勝十男・岡見・新田義貞直臣）
- 岡見信房（信通長子・新田義貞直臣）

以降室町幕府に仕える
- 岡見信則（信通長子・明徳二年に山名時氏との内野合戦にて軍功により足高・牛久拜領）
  - 岡見弾正（常陸小田氏直臣・牛久城主）